# Eglinton (ancienne circonscription fédérale)
Pour les articles homonymes, voir Eglinton.
Eglinton fut une circonscription électorale fédérale de l'Ontario, représentée de 1935 à 1979.
La circonscription d'Eglinton a été créée en 1933 d'une partie de Toronto-Nord-Est. Abolie en 1976, elle fut redistribuée parmi Eglinton—Lawrence, St. Paul's et Willowdale.

## Géographie
En 1966, la circonscription d'Eglinton comprenait:
- Une partie de la ville de Toronto délimitée par le chemin de fer du Canadien National, Yonge Street, Cameron Avenue, Easton Street, Sheppard Avenue West, Bathurst Street, l'Aurotoure 401, Spadina Expressway, Beechmount Avenue, Benner Avenue, Briar Hill Avenue, Castlewood Road, Eglinton Avenue et Elmsthorpe Avenue.

## Députés
1. 1935-1940 — Richard Langton Baker, CON
2. 1940-1945 — Frederick George Hoblitzell, PLC
3. 1945-1963 — Donald Methuen Fleming, PC
4. 1963-1978 — Mitchell Sharp, PLC
5. 1978-1979 — Rob Parker, PC

- CON = Parti conservateur du Canada (ancien)
- PC = Parti progressiste-conservateur
- PLC = Parti libéral du Canada